# Resen (grad)
Resen (makedonski: Ресен) je gradić na jugozapadu Republike Makedonije. 
Ima oko 9 000 stanovnika. Grad se nalazi na 880 metara nadmorske visine i najbliži grad je Prespanskom jezeru, sjedište je Općine Resen (makedonski: Oпштина Ресен ).

## Povijest
Resen je kao naselje nastao za rimske vladavine, na poznatoj rimskoj prometnici Via Egnatia, koja je prolazila kroz naselje. Za ranog srednjeg vijeka Resen je bio dio Samuilove države, po legendi nakon bitke kod Ključa, vojnici poražene Samuilove vojske, oslijepljeni su na po jedno oko. Iza toga naselili su se na obali Prespanskog jezera, to naselje bizantinci su nazvali -  Asamati,  za njih je to značilo; naselje jednookih ljudi.
Prvi put se spominje pod imenom Rosne 1337. godine u jednoj povelji Dušanovog zakonika.
Kasnije je Resen potpao pod vlast Otomanskog carstva. U Resenu je rođen  Ahmed Nyazi Beg, turski velikodostojnik i jedan od inicijatora i vođa mladoturske revolucije (1908.), on je
poznat i po svom neobičnom dvorcu - Saraj, podignutom po uzoru na
Château de Chenonceau u dolini Loire u Francuskoj.

## Vanjske poveznice
- prespa sky  Arhivirana inačica izvorne stranice od 28. siječnja 2011. (Wayback Machine)
- Resen vodič iz Wikitravela